# 伊納奇歐·貝尼耶
伊納奇歐·貝尼耶（1984年8月26日—）是一名阿根廷曲棍球運動員，曾代表國家參加2012年倫敦奧運的男子曲棍球比賽，並未獲得獎牌。